# ناحیه ایجنز، شهرستان گرند فورک، داکوتای شمالی
شهرستان ایجنز، بخش گرند فورک، شمال داکوتا (به انگلیسی: Agnes Township, Grand Forks County, North Dakota) یک منطقهٔ مسکونی در ایالات متحده آمریکا است که در داکوتای شمالی واقع شده‌است.

## خصوصیات
شهرستان ایجنز ۹۳٫۵ کیلومترمربع مساحت و ۷۲ نفر جمعیت دارد و ۳۴۳ متر بالاتر از سطح دریا واقع شده‌است.